# Сомалійський півострів

Держави Африканського Рогу

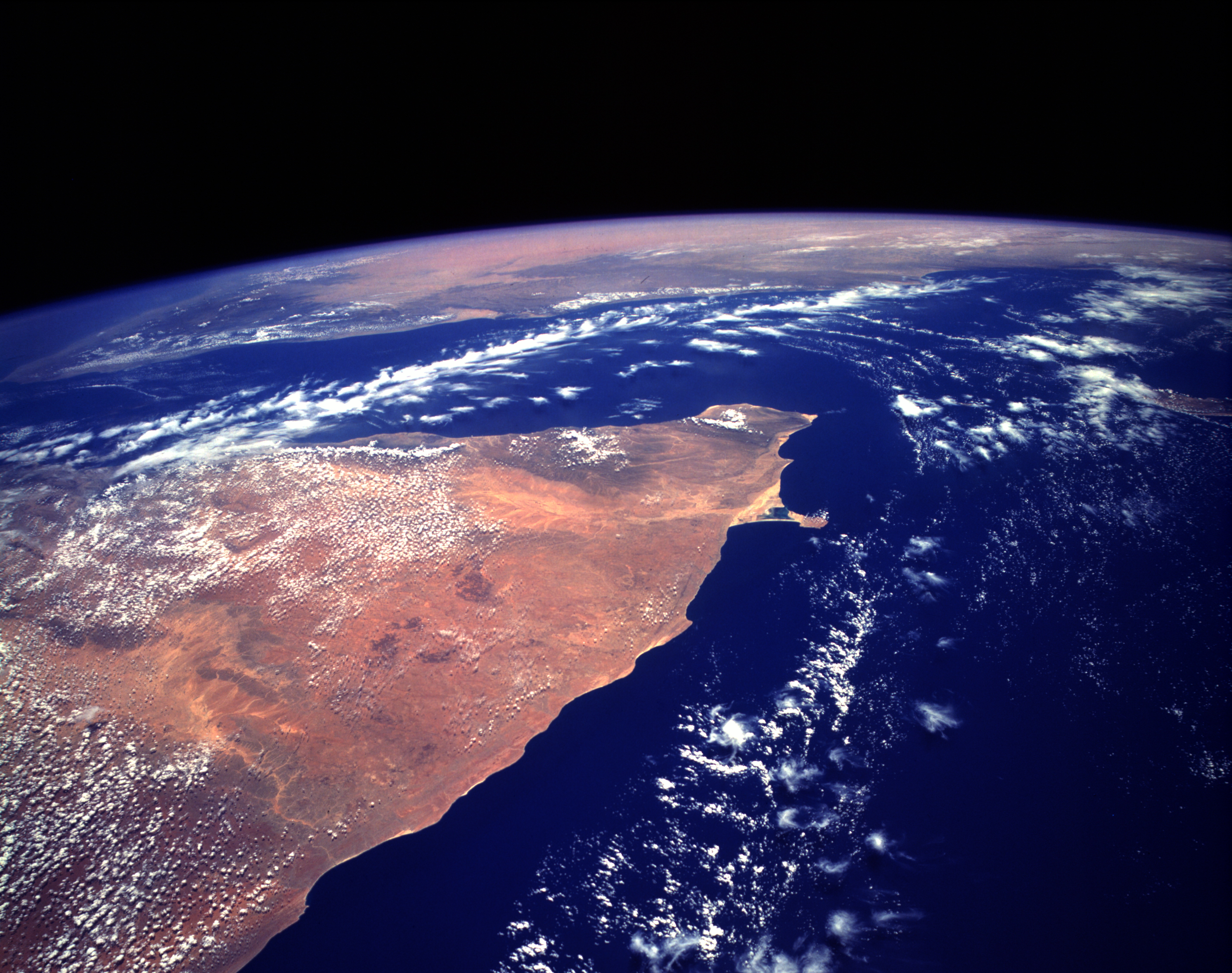
Африканський Ріг вид з космосу

Сомалійський півострів (Африканський Ріг або Північно-Східна Африка (сом. Geeska Afrika, геез የአፍሪካ ቀንድ, араб. القرن الأفريقي) — півострів у Східній Африці, вздовж Аравійського моря на південь від Аденської затоки. Найсхідніша точка Африки. За середньовіччя відома як Bilad al Barbar (Земля берберів),, На Африканському Розі розташовані держави: Сомалі, Ефіопія, Джибуті, Еритрея. Займає площу близько 2 000 000 км² і має населення близько 90,2 млн осіб (Ефіопія: 75 млн осіб, в Сомалі: 10 млн осіб, Еритрея: 4,5 млн осіб, і Джибуті: 0,7 млн).

## Географія і клімат
Африканський Ріг розташований майже на однаковій відстані між тропіком Рака й екватором. Складається з піднятих гір утворених при формуванні Великої Рифтової долини, тріщина в земній поверхні простяглася від Туреччини до Мозамбіку, що є межею Африканської й Аравійської плит. У цьому регіоні гори утворені при формуванні Рифтової долини, найвища точка розташована в горах Семіен (Рас-Дашен, 4 550 м) в північно-західній Ефіопії. Гори Бейл і гори Семіен на початку голоцену зазнали заледеніння. Гори закінчуються урвищем на березі Червоного моря й більш полого закінчуються на узбережжі Індійського океану.
Низовини півострова посушливі, не зважаючи на близькість до екватору, бо вітри тропічних мусонів лишають вологу західніше в Сахелі й Судані. Таким чином вони лишають вологу до досягнення Джибуті, Сомалі тому регіон отримує замало опадів у сезон мусонів. З навітряного боку гір Заходу Ефіопії й крайнього півдня Еритреї опадів під час мусонів вдосталь. У горах Ефіопії випадає до 2 000 мм опадів на рік, навіть Асмара отримує 570 мм опадів на рік. Ці опади є єдиним джерелом води в країні, розташованої далеко звідси — Єгипті.
Взимку північно-східні вітри не несуть вологи окрім північної частини Сомалі, де в гірських районах наприкінці осені випадає річна норма опадів — 500 мм. На східному узбережжі через потужний апвелінг і через те, що вітри дмуть паралельно узбережжю, кількість опадів не перевищує 51 мм на рік.
Температури на узбережжі Червоного моря є одними з найвищих на планеті середня в липні 41 °C і 32 °C в січні. На східному узбережжі, через апвелінг, трошки прохолодніше, але також спекотно. Через зменшення температури з рівнем висоти в Асмарі найвища температура в січні 20 °C, не зважаючи на морозні безхмарні ночі. На найвищих точках температура в січні рідко сягає 14 °C і може падати до −10 °С в безхмарні ночі.

## Історія

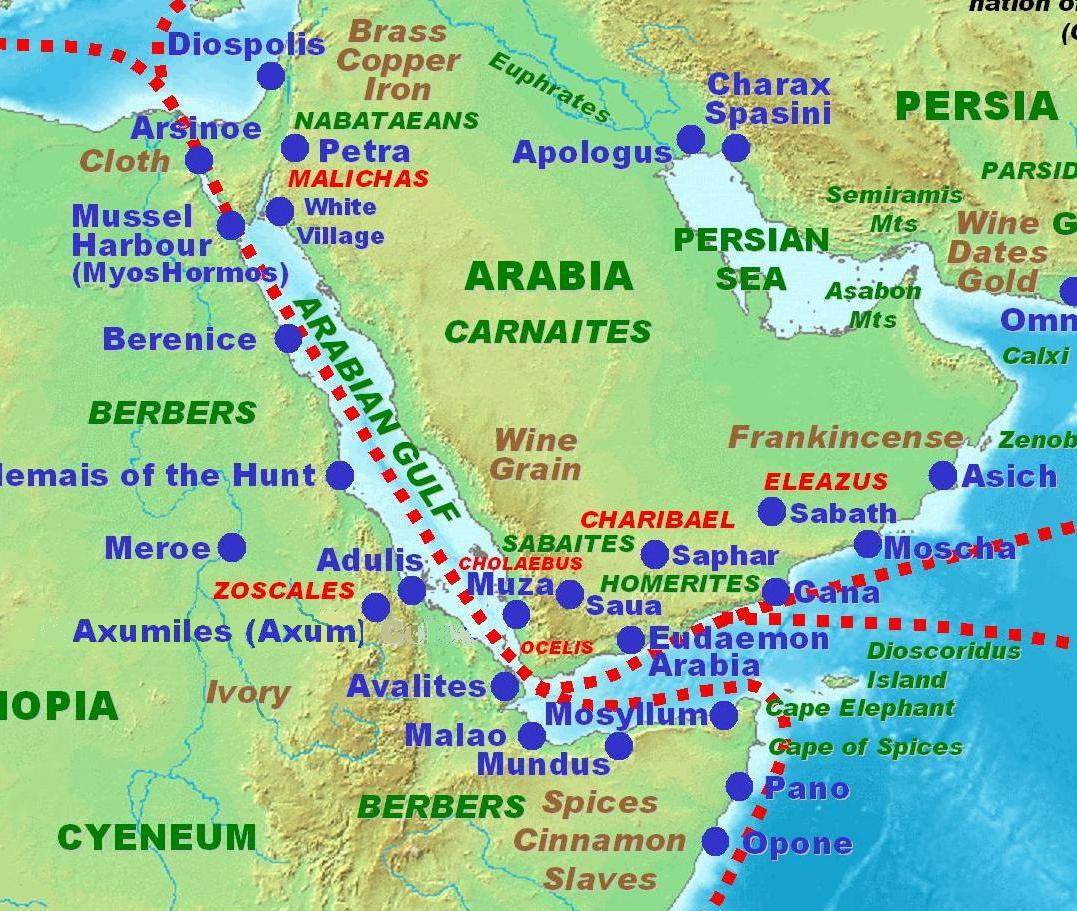
Античні торговельні центри на Африканському Розі і Аравійському півострові згідно з Периплом Еритрейського моря

### Давня історія
Аксумська імперія (або просто Аксум) давня держава на півночі сучасної Ефіопії й Еритреї, яке зазнало розквіт між 1 і 7 сторіччям н. е. Користуючись розташуванням Рогу обмежувало доступ до Червоного моря.
Цей регіон був джерелом біологічних ресурсів у античність: давні римляни, греки, єгиптяни спрямовували експедиції в цей регіон за ладаном, миррою, драконівською кров'ю і кіновар'ю, цей крам прямував Шляхом пахощів. Вважається, що саме тут розташовувався легендарний Пунт.

### Сучасна історія
В останні десятиріччя район Африканського Рогу знаходиться постійно в кризі. Ефіопія займає провідне місце через демографічні показники: 85 % населення регіону мешкає тут. Велика частина Африканського Рогу була під владою Італії: Еритрея (1880–1941), протекторат Італійський Сомаліленд (1890–1960) і короткочасна окупація Ефіопії (1936–1941). Британія колонізувала Північний Сомалі (Британський Сомаліленд) і Франція — Джибуті (Французьке Сомалі). Також в історії Ефіопії мали місце конфлікти між мусульманами і християнами за ресурси і життєвий простір, а також між націоналізмом і марксизмом-ленінізмом у сьогодення. В інших частинах регіону схожі проблеми: Сомалі з кінця 1980-х досі в стані громадянської війни, Ефіопія й Еритрея постійно ведуть бойові дії.
Крім того регіон постійно зазнає природні катастрофи: посухи й повені. Як наслідок у регіоні найвищий рівень недоїдання, і регіон постійно під загрозою гуманітарної кризи. В період 1982–1992, біля двох мільйонів осіб загинули на Африканському Розі, в результаті цієї комбінації війни і голоду.
Починаючи з 2002, до Африканського Рогу прикута увага США, Франції, Німеччини й одинадцяти африканських держав по боротьбі з тероризмом.

## Етнолінгвістичні групи Африканського Рогу
- В Джибуті: Афар (данакіль) та Сомалі (Ісса)
- В Еритреї: Білен, Афар, Гедареб (Бені-Амер/Беджа), Кунама (база), Нара, Саго, Рашаїда, Тигре, Тиграї. Джеберті — мусульмани, Тиграї — вважають себе окремою нацією, але це загально не визнано.
- В Ефіопії: Амхарці, Афар, Агау, Гураге, Харар, Іроб, Сидамо, Оромо, Сомалі, Тиграї
- В Сомалі: Сомалі.

## Економіка
Держави цього регіону в значній мірі залежать від декількох ключових видів експорту:
- Ефіопія: Кава 80 % від загального обсягу експорту.
- Сомалі: Банани та тваринництво понад 50 % від загального обсягу експорту.